# Vitaly Dunajtsev
Vitaly Dunajtsev, född den 12 april 1992 i Qostanaj, är en rysk boxare.
Han tog OS-brons i lätt weltervikt i samband med de olympiska boxningstävlingarna 2016 i Rio de Janeiro..